# پنج‌گانه مدرن

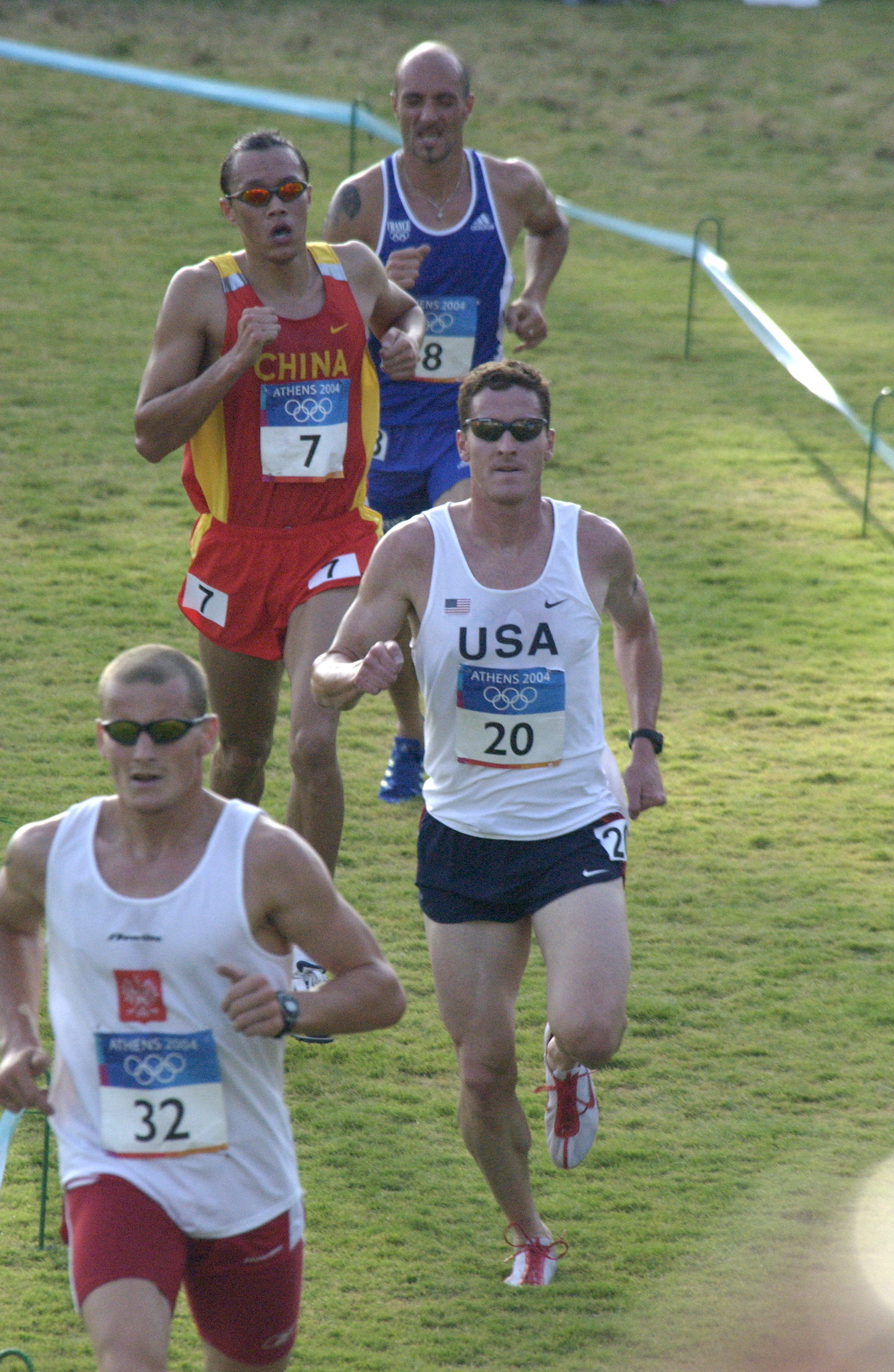
شرکت‌کنندگان در مرحلهٔ پایانیِ پنج‌گانهٔ مدرنِ مردان در ورزشگاه گودی (در ۲۶ اوت ۲۰۰۴) به خط پایان نزدیک می‌شوند.

پنج‌گانه‌ی مدرن به یک پیکار ورزشی گفته می‌شود که در آن پنج مرحله از پنج رشتهٔ ورزشی انجام می‌گردد. این پنج مرحله عبارت‌اند از شمشیربازی اِپِه، تیراندازی با تپانچه، شنای آزادِ ۲۰۰ متر، پرش با اسب، و دو صحرانوردی ۳ کیلومتر. این رشته را پیر دو کوبرتن، بنیان‌گذار بازی‌های المپیک مدرن، ابداع کرد و در تمام دوره‌های المپیک برگزار شده‌است.

تصویرنگاشت ورزش پنج‌گانهٔ مدرن

در المپیک باستانیِ یونان نیز پنج‌گانه‌ای انجام می‌شد که به آن پنج‌گانهٔ باستان هم می‌گویند.